# Matteo Salvini
Pour les articles homonymes, voir Salvini.
Matteo Salvini /matˈtɛːo salˈviːni/, né le 9 mars 1973 à Milan, est un homme politique italien d'extrême droite.
Député européen à partir de 2004, il devient en 2013 secrétaire fédéral de la Ligue du Nord (LN), dont il abandonne le régionalisme au profit d'une ligne davantage souverainiste et identitaire.
À la suite des élections parlementaires de 2018, lors desquelles la Ligue obtient son meilleur score historique (17,4 %), il est élu sénateur et entre au gouvernement de Giuseppe Conte en tant que vice-président du Conseil des ministres et ministre de l'Intérieur. Sa politique de lutte contre l'immigration le place au centre de l’attention médiatique et contribue à sa forte popularité. Son parti, renommé la Ligue, arrive en tête des élections européennes de 2019 et des scrutins régionaux de cette même année.
En 2019, après des désaccords répétés avec ses partenaires gouvernementaux du Mouvement 5 étoiles, il provoque la fin de la coalition en appelant sans succès à des élections législatives anticipées, pour lesquelles la Ligue est donnée nettement favorite. En 2021, son parti quitte l'opposition pour rejoindre le gouvernement Draghi.
Lors des élections parlementaires de 2022, qui voient la victoire de la coalition de centre droit mais avec une contre-performance de la Ligue (8,8 %), il est réélu sénateur. Il est ensuite nommé vice-président du Conseil des ministres et ministre des Infrastructures et de la Mobilité durable dans le gouvernement Meloni.

## Situation personnelle

### Origines et formation
Matteo Salvini naît le 9 mars 1973 à Milan. Ses parents sont milanais : son père est dirigeant d'entreprise et sa mère, femme au foyer.
Il effectue ses études dans un collège catholique et obtient un baccalauréat littéraire en 1992. Il fait ses études au Liceo ginnasio statale Alessandro Manzoni (it), à Milan.
À l'université de Milan, il suit ensuite des études en science politique, en lettres puis en histoire. À cette époque, il milite pour la dépénalisation du cannabis. Peu assidu, il n'obtient pas de diplôme.
Il est journaliste au quotidien La Padania et à la radio Padania Libera,.

### Vie privée et familiale
Matteo Salvini se marie en 2001 avec la journaliste Fabrizia Ieluzzi. Ils ont ensemble un enfant, Federico. Après avoir divorcé, il a deux autres enfants, Mirta et Luca, avec Giulia Martinelli. Entre 2016 et 2018, il est en couple avec l’animatrice de télévision Elisa Isoardi,. À partir de l’année suivante, il entretient une relation avec Francesca Verdini, fille de l’homme politique Denis Verdini.
Supporter de l'AC Milan, il n'hésite pas à donner régulièrement son avis sur l'actualité du club, que ce soit pour critiquer les décisions de l’entraîneur Gennaro Gattuso ou pour se réjouir du départ du joueur Gonzalo Higuaín.
Pour l'année 2018, il déclare un revenu annuel de 70 000 €.

## Parcours politique

### Débuts
Séduit par le charisme d'Umberto Bossi, il adhère à la Ligue Lombarde en 1990, puis à la Ligue du Nord lors de sa fondation, en janvier 1991, à l'âge de 17 ans,. Il est élu conseiller municipal de Milan en 1993, et détient ce mandat pendant 20 ans.
À ses débuts, il dénonce en particulier les « Roms-musulmans » et s'intéresse aux questions sécuritaires. Selon le journaliste Matteo Pucciarelli, il soutient un homme qui a tiré sur un cambrioleur[pourquoi ?] et propose la mise en place d’une ligne téléphonique gratuite pour signaler les actes de délinquance commis par des immigrés. Très présent dans les médias locaux, il devient également le directeur de Radio Padania Libera. Il coordonne aussi le mouvement de jeunesse du parti dans la ville.
En 1997, il mène la liste des « communistes padaniens » aux élections du Parlement de la Padanie, un organe politique officieux créé par la Ligue du Nord. Il n’affiche toutefois pas de réelles convictions communistes. Sa liste remporte cinq des 210 sièges à pourvoir.

### Député européen

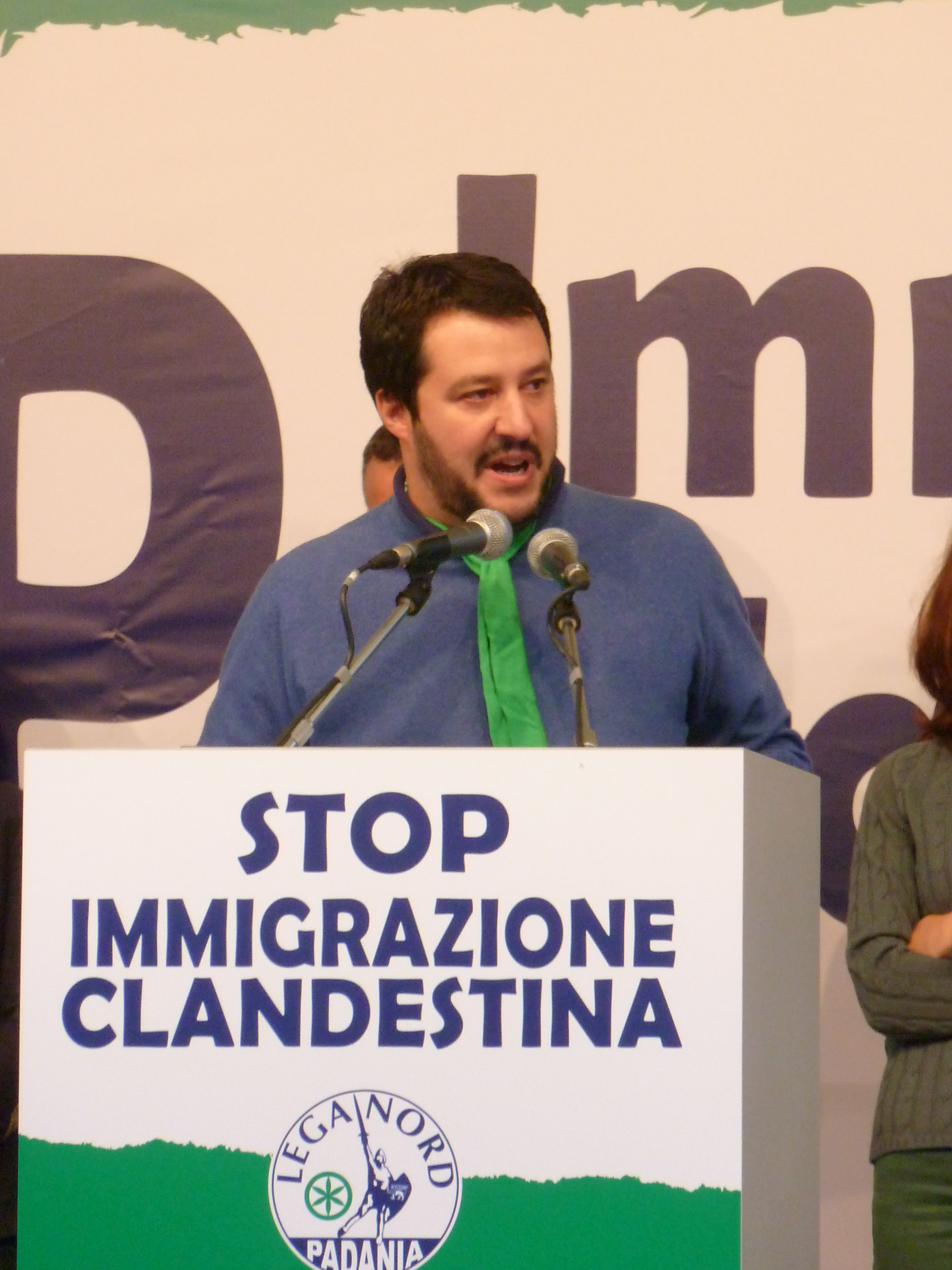
Matteo Salvini en 2013.

En 2004, il est élu député au Parlement européen, où il siège à la commission de la culture et de l’éducation. Après avoir démissionné en 2006 et avoir siégé à la Chambre des députés pendant un an, il retrouve son mandat européen en 2009. Après la crise économique, il s’abstient de voter sur les projets d’austérité alors que son parti est résolument libéral et en faveur de ces mesures.
En vue des élections européennes de 2014, il propose un programme commun avec la présidente du Front national, Marine Le Pen ; à l’issue du scrutin, il est réélu dans les trois circonscriptions où il se présentait (Nord-Ouest, Nord-Est et Centre). En 2015, il participe à la formation du groupe groupe Europe des nations et des libertés, dont il devient vice-président. Bien qu’il fasse partie des élus les plus absentéistes, Politico le présente en 2016 comme l'un des 40 députés européens les plus influents,.

### Dirigeant de la Ligue du Nord

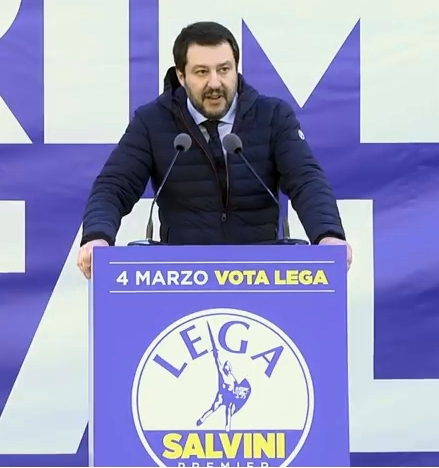
Matteo Salvini en campagne pour les élections générales de 2018.

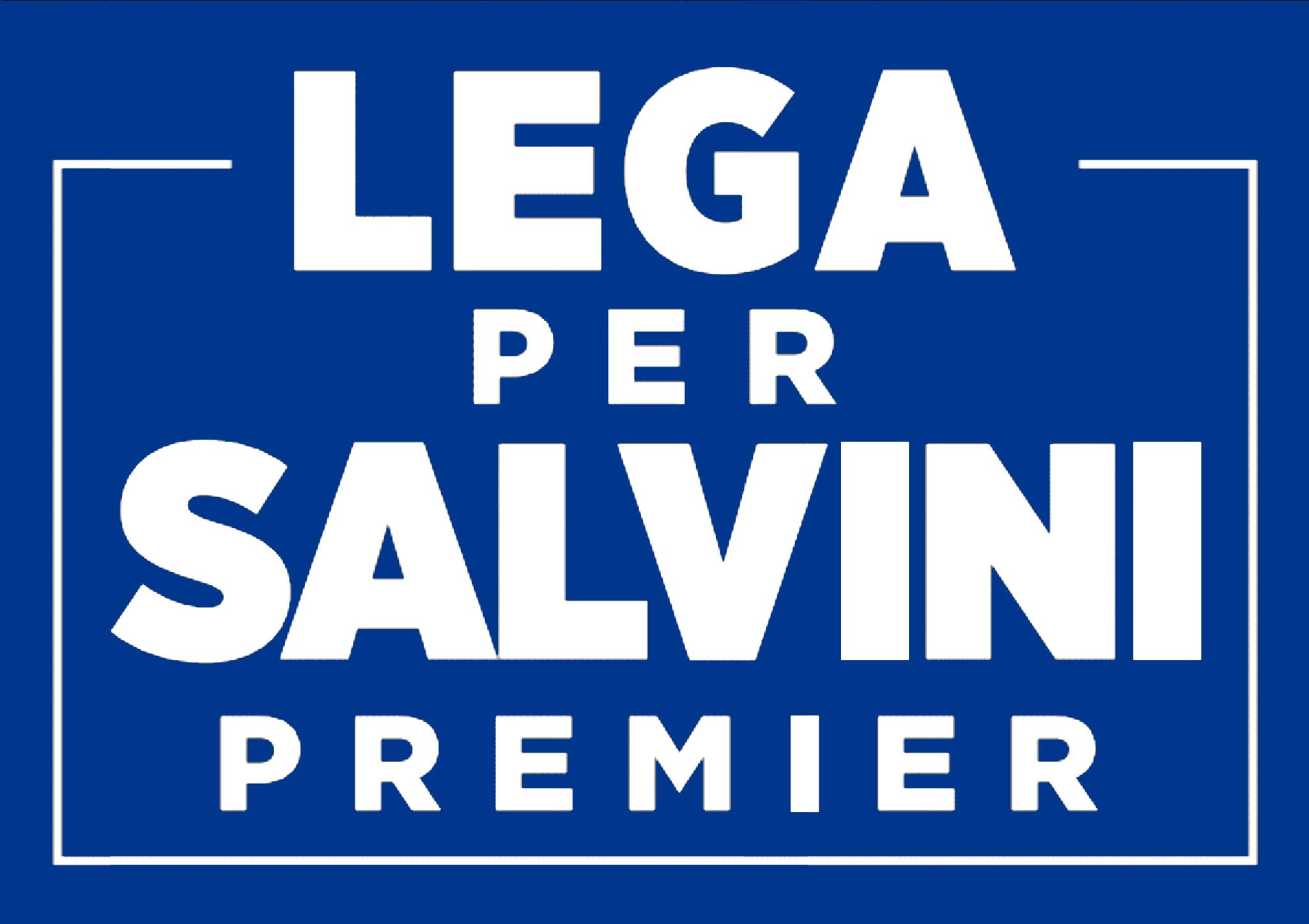
Logo de la Ligue pour les élections générales de 2018.

À partir de 1997, il s'investit dans les différents moyens de communication de la Ligue du Nord et peaufine ses talents d’orateur. Il devient secrétaire du parti en 2012. La Ligue du Nord enchaîne alors les échecs électoraux, affaiblie par les scandales financiers impliquant son fondateur et chef historique, Umberto Bossi.
Après avoir été député de la République de 2008 à 2009, Matteo Salvini est réélu à la Chambre des députés lors des élections générales de 2013, en Lombardie. Il démissionne aussitôt après son élection, optant pour son mandat de député européen. Au niveau national, la Ligue du Nord obtient seulement 4 % des voix.
Le 7 décembre 2013, Matteo Salvini remporte la primaire pour la direction du parti face à Umberto Bossi, avec 81,7 % des voix des adhérents ; le congrès fédéral de la Ligue du Nord du 15 décembre valide son élection comme secrétaire fédéral du parti. Il est réélu avec 82,7 % des suffrages en 2017.
Matteo Salvini entreprend un changement de stratégie. Il décide de renoncer aux ambitions sécessionnistes du Nord au profit d'un discours s'opposant davantage à l’immigration et à l'Union européenne. Ainsi, à partir de décembre 2017, le parti retire le terme « Nord » de ses affiches et se présente comme « La Ligue ». Ce changement contribue à la remontée de la Ligue du Nord dans les sondages, tandis que la chute de Silvio Berlusconi et la crise migratoire en Europe renforcent son écho dans l'opinion,,.
En vue des élections européennes de 2019, il cherche à nouer des alliances sur la question de l’immigration avec des dirigeants comme Viktor Orbán et Sebastian Kurz,,.
Lors des élections générales de 2018, dans le cadre de la coalition de centre droit, il s'allie notamment avec Forza Italia de Silvio Berlusconi. Malgré des divergences, il s'entend avec Berlusconi pour permettre au parti arrivé en tête de la coalition de choisir le candidat de la droite à la présidence du Conseil des ministres. Fait inédit et contrairement aux derniers sondages, la Ligue arrive devant Forza Italia. La Ligue réalise ainsi son meilleur score historique et Matteo Salvini est considéré, avec Luigi Di Maio (Mouvement 5 étoiles), comme le vainqueur des élections.

### Vice-président du Conseil et ministre de l'Intérieur
Le 1er juin 2018, il est nommé vice-président du Conseil des ministres – aux côtés de Luigi Di Maio – et ministre de l'Intérieur du gouvernement Conte.
Dès sa prise de fonction, il affiche sa volonté de combattre l'immigration illégale. Il fait voter le décret-loi « immigration et sécurité », qui restreint le droit d'asile et facilite les expulsions de clandestins, augmente les moyens des forces de l’ordre, notamment dans la lutte contre la mafia et le terrorisme, et permet de faciliter les évacuations des occupations abusives de biens immobiliers. Plusieurs administrations régionales forment des recours à la Cour constitutionnelle pour contester les mesures prises. En juin 2018, à peine nommé ministre de l'Intérieur, il refuse l'entrée dans les ports italiens de l'Aquarius, qui transporte des migrants venus de Libye.
Matteo Salvini opte pour une série d'actions « coups de poing », telles que la destruction au bulldozer d'une villa tenue par la mafia dans la banlieue de Rome, en réclamant des explications à Emmanuel Macron sur le renvoi à la frontière italienne de migrants sans demander l'autorisation aux autorités transalpines ou encore en recevant Viktor Orbán en août 2018 à Milan.
Il revient sur des mesures libérales prises par les gouvernements Monti et Renzi en abolissant la loi Fornero, qui allonge l’âge légal de départ à retraite, pour lui substituer la loi Quota cento permettant à un salarié de partir en retraite à 62 ans s’il cumule 38 années de cotisations sociales.
À la fin de l’année 2018, alors que la Commission européenne justifie l'ouverture d'une procédure de sanction à l'égard de l'Italie par le non-respect des critères européens en matière de réduction de la dette publique (elle réclame au pays quatre milliards d’euros d’économies en plus de 7,5 milliards déjà consentis), Matteo Salvini déclare que le gouvernement Conte « ne retourne pas en arrière » sur le budget prévu pour 2019 tout en jugeant envisageable un accord avec les autorités européennes,,. Finalement, en guise de concessions, le Gouvernement italien reporte de six mois la mise en place du revenu universel, proposé par le M5S, et l’abaissement de l’âge légal de départ à la retraite, défendu par la Ligue,.

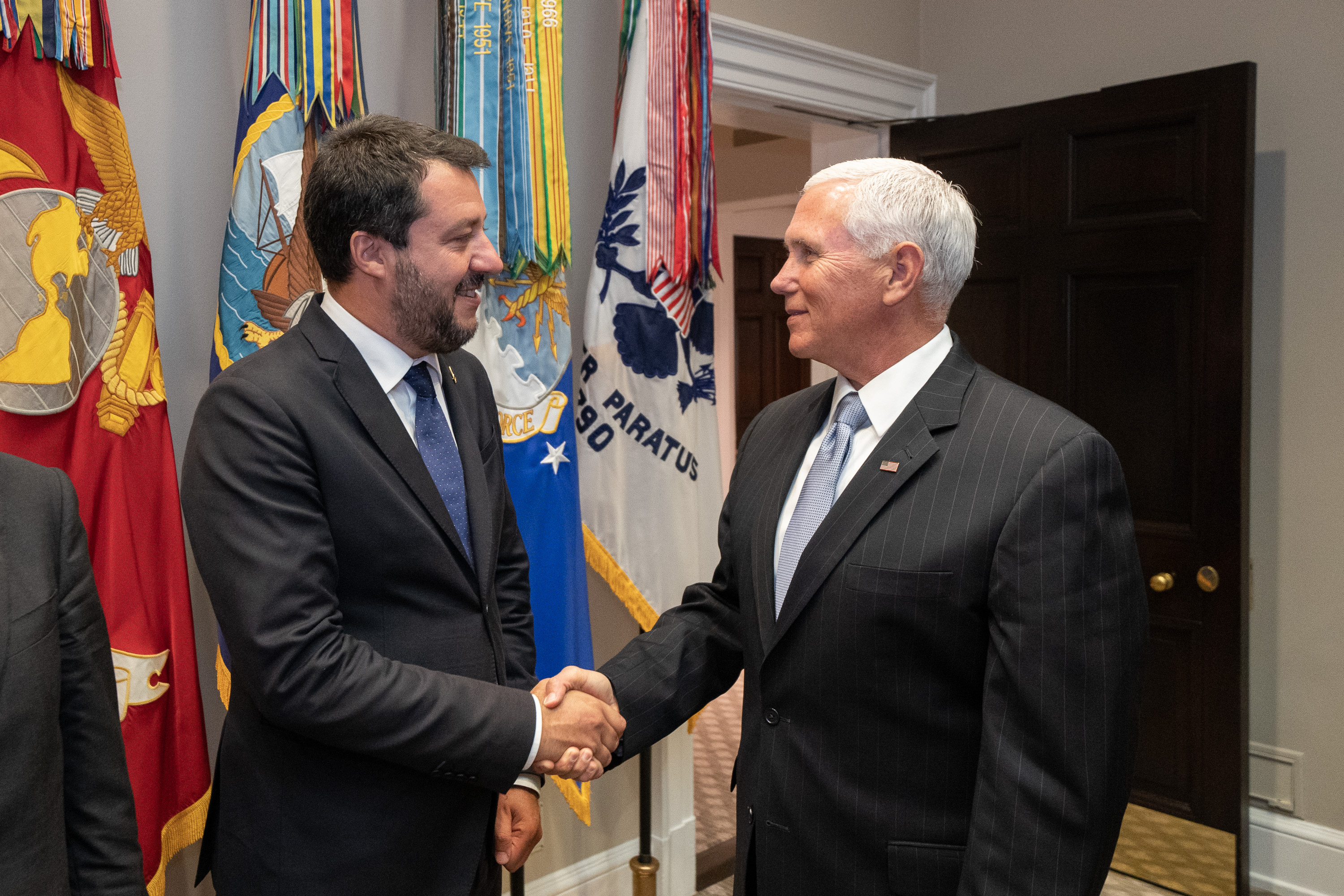
Matteo Salvini et le vice-président des États-Unis, Mike Pence, en 2019.

Matteo Salvini assure ne pas vouloir sortir de l'Union européenne et « choisir de changer les choses de l'intérieur », en s'alliant à d'autres pays. Critique de la politique migratoire de l’Union européenne, il cherche à rapprocher l'Italie des gouvernements nationalistes et populistes du groupe de Visegrád ou de la Roumanie, et souhaite plus largement « recomposer la scène politique européenne pour contester le poids du PPE et des sociaux-démocrates » et « mettre les bases d'un axe nationaliste, clairement anti-Bruxelles, au nom du droit souverain »,. Sur la question de l'arrivée des migrants en Italie, il s'oppose au président français, Emmanuel Macron, qui critique publiquement sa politique,. Matteo Salvini prend ensuite régulièrement position sur la vie politique française, notamment en soutenant le mouvement des Gilets jaunes et en appelant à la démission d'Emmanuel Macron.
En janvier 2019, il obtient du Brésil l'extradition du militant d'extrême gauche Cesare Battisti, en cavale depuis 37 ans pour quatre assassinats commis en Italie.
Son action au Gouvernement permet à la Ligue de progresser de façon significative dans les sondages : dès l'été 2018, le parti dépasse les 30 % d'intentions de vote, devançant le Mouvement 5 étoiles, qui est contraint de s’aligner sur les positions anti-immigration de Salvini,,. Celui-ci enregistre une cote de popularité élevée, tandis qu’une majorité encore plus importante soutient ses positions sur l'immigration,,,. Les élections européennes de 2019 sont marquées par une nette victoire de son parti, qui devance de 12 points le Parti démocrate et de 17 points le M5S, confirmant ainsi son « hégémonie » dans le paysage politique italien. Alors que la Ligue fait campagne en mettant en avant son bilan et sa personnalité, il est la personnalité politique la plus votée du pays à travers le vote préférentiel de plus de 2,2 millions d’électeurs qui inscrivent son nom sur leur bulletin.

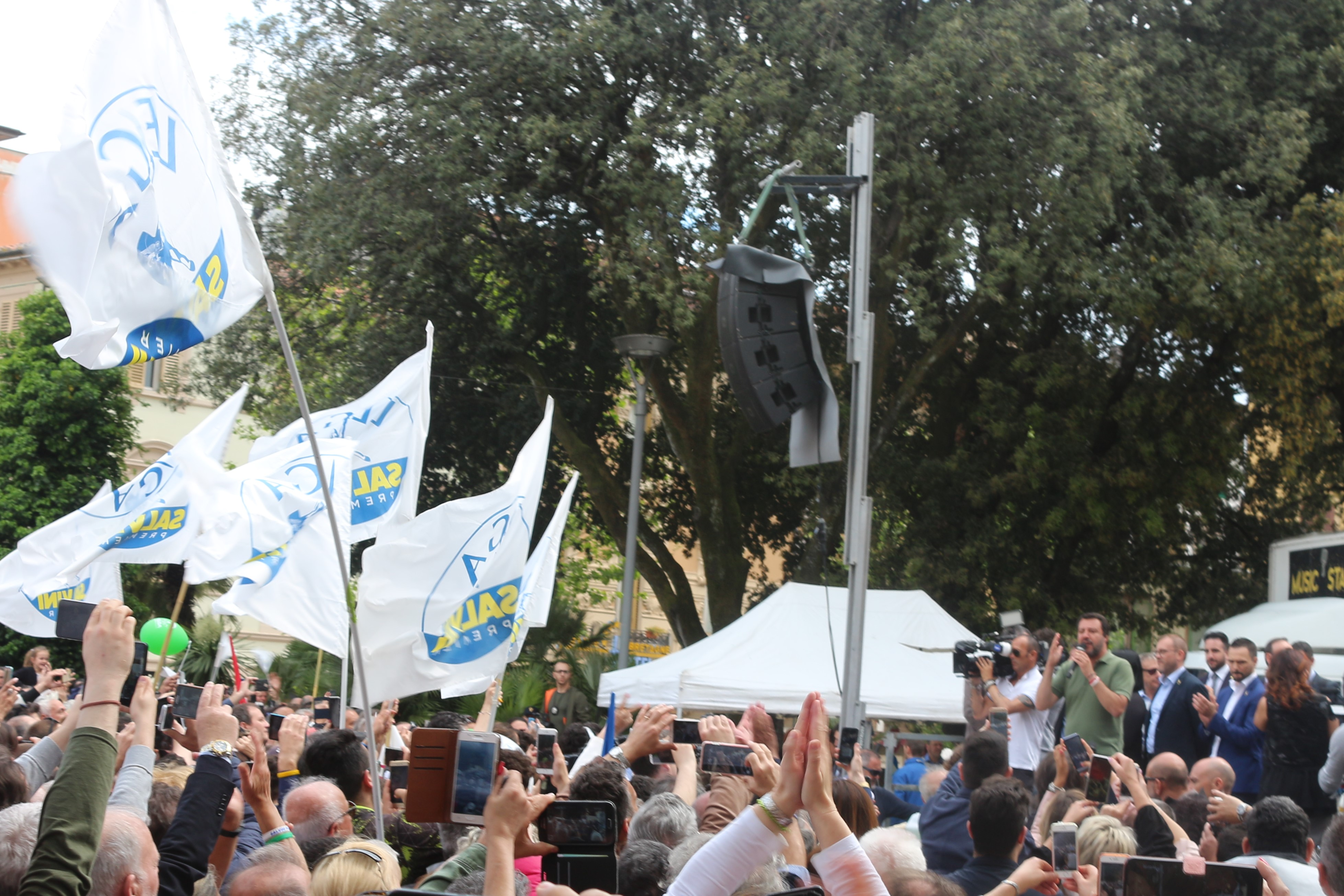
Matteo Salvini à un rassemblement électoral en vue des élections européennes de 2019.

Le 8 août 2019, après des désaccords répétés avec ses partenaires de coalition, notamment sur le chantier de la liaison ferroviaire transalpine Lyon - Turin et l’accueil de navires humanitaires dans les ports italiens, Matteo Salvini demande des législatives anticipées,. Il déclare ainsi demander les « pleins pouvoirs » aux Italiens, propos largement interprétés comme une référence au discours tenu en 1922 par Benito Mussolini, quelques jours après être devenu président du Conseil des ministres,,. La Ligue dépose une motion de censure contre le gouvernement, puis la retire ; finalement, le Premier ministre Giuseppe Conte démissionne. Au cours de son discours, ce dernier s'en prend à plusieurs reprises à Matteo Salvini, lui reprochant d'avoir « agi par intérêt personnel et politique, compromettant l’intérêt général ». En réponse, Matteo Salvini s'en prend, visant le Mouvement 5 étoiles, à « ces messieurs qui disent toujours non et bloquent tout », et accuse les autres parlementaires d’« avoir peur du jugement du peuple » et d'élections anticipées, alors que les sondages créditent la Ligue de 36 à 38 % des intentions de vote, soit plus du double de son score réalisé lors des dernières élections législatives.
Le Mouvement 5 étoiles et le Parti démocrate s'accordent finalement pour former un nouveau gouvernement et empêcher ainsi la tenue d'élections anticipées : tandis que Matteo Salvini dénonce un gouvernement « contre nature, piloté par les puissances internationales et fédéré par la haine de La Ligue », les observateurs évoquent le « pari raté » ou le « mauvais calcul » de Matteo Salvini, coupable d'une « sous-évaluation de la complexité des mécanismes d’une République parlementaire comme l’Italie », « où le jeu institutionnel reste fondamental dans l’exercice du pouvoir »,. L'Opinion souligne cependant qu'au regard des sondages, « l’immigration, le cheval de bataille de La Ligue, reste un problème important pour la population italienne » et que « la politique anti-immigration de Salvini était plébiscitée ».

### Retour au Sénat et chef de l'opposition à Conte
Avec la fin du premier gouvernement Conte, le 5 septembre 2019, Matteo Salvini retrouve pleinement son mandat de sénateur, représentant le Latium (contre la Calabre précédemment) et siégant dans l'opposition.

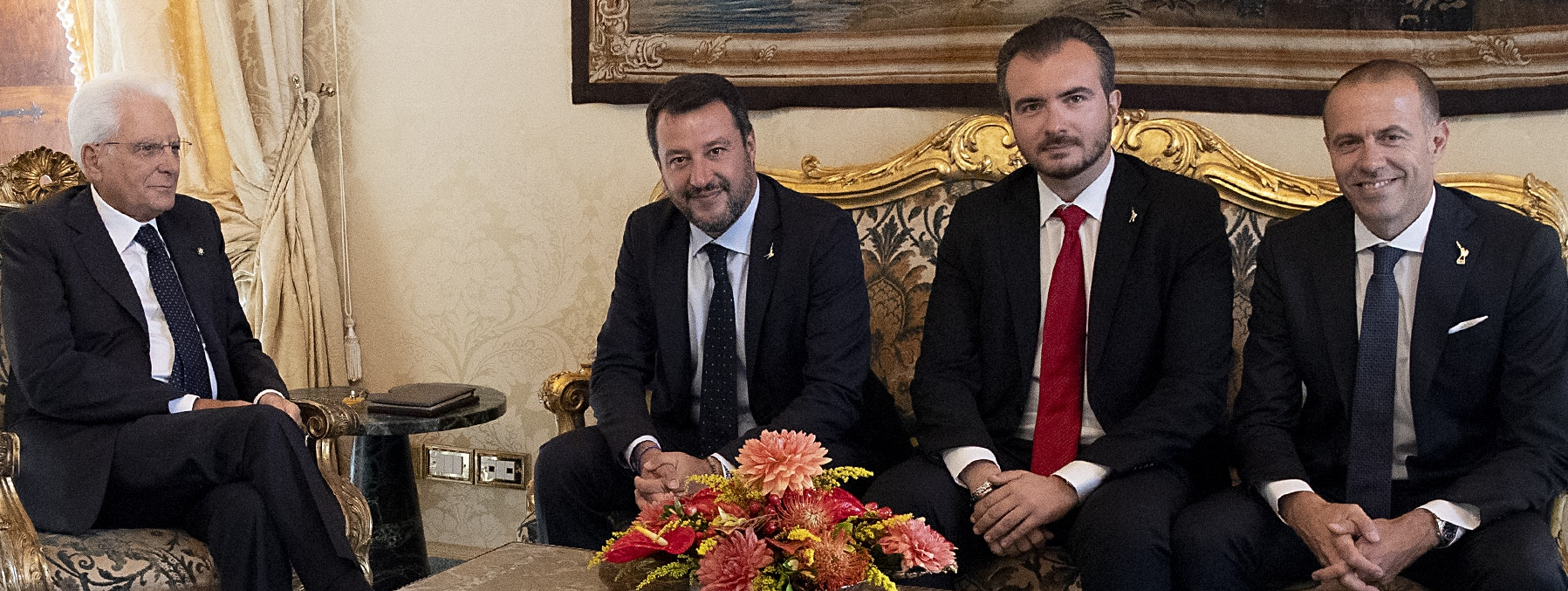
Matteo Salvini et deux autres dirigeants de la Ligue, reçus par le président Sergio Mattarella (palais du Quirinal, 22 août 2019).

Il continue de réclamer la tenue de nouvelles élections générales, notamment en manifestant aux côtés de son alliée la présidente de Frères d'Italie (FdI), Giorgia Meloni, sur la place Montecitorio, le jour de l'investiture du nouveau gouvernement. Il rassemble plus de 70 000 personnes lors d'un meeting se tenant quelques jours plus tard dans la petite commune de Pontida, en Lombardie. Il continue sa campagne en faveur d'un retour aux urnes et lance une pétition auprès des citoyens italiens lors d'un meeting le 19 octobre 2019 rassemblant à Rome 200 000 militants de Forza Italia, Frères d'Italie et de la Ligue.
Avec les élections régionales d’octobre 2019 en Ombrie, qui sont marquées par la large victoire de la coalition de droite et le succès de la Ligue, qui remporte à elle seule 37 % des voix dans une région administrée par la gauche depuis un demi-siècle, Matteo Salvini renforce son statut d'homme fort des droites italiennes. La défaite de la Ligue lors des élections régionales de janvier 2020 en Émilie-Romagne, cœur historique de l’Italie communiste et industrielle, gouvernée par la gauche depuis 1945, est considérée comme un « premier revers pour Matteo Salvini », omniprésent pendant la campagne. La Ligue est alors en tête des intentions de vote au niveau national, autour de 30 %, et la coalition de centre droit approche ou dépasse les 50 %,.
À partir de novembre 2019, le mouvement dit des « sardines » — parti d’un appel à manifester contre la Ligue à Bologne à l'initiative de Mattia Santori, chercheur dans le domaine de l’énergie — réunit plusieurs dizaines de milliers de personnes à travers une centaine de manifestations revendiquées dans le pays ainsi que des dizaines d'autres à l'étranger, autour de slogans antipopulistes et dénonçant les discours « de haine » de Matteo Salvini,,. Malgré ces manifestations, les sondages montrent fin décembre 2019 qu'il continue d'engranger des opinions favorables. Selon Le Monde, la pandémie de Covid-19 le rend moins audible alors qu'il hésite « entre deux attitudes inconciliables — le « chiudiamo tutto ! » (« fermons tout ! ») pour ralentir l’épidémie, et la revendication du rétablissement au plus vite de la liberté de circuler — », et que « le gouvernement profite à plein de l’ambiance d’union nationale créée par la crise, malgré ses hésitations et ses ambiguïtés ».
En août 2020, la Ligue change de nom et devient la « Ligue pour Salvini Premier ministre », officialisant ainsi, selon Francesco Maselli de L'Opinion, « sa transformation d’un parti sécessionniste en parti nationaliste dont le destin est lié à son leader ».

### Soutien au gouvernement Draghi

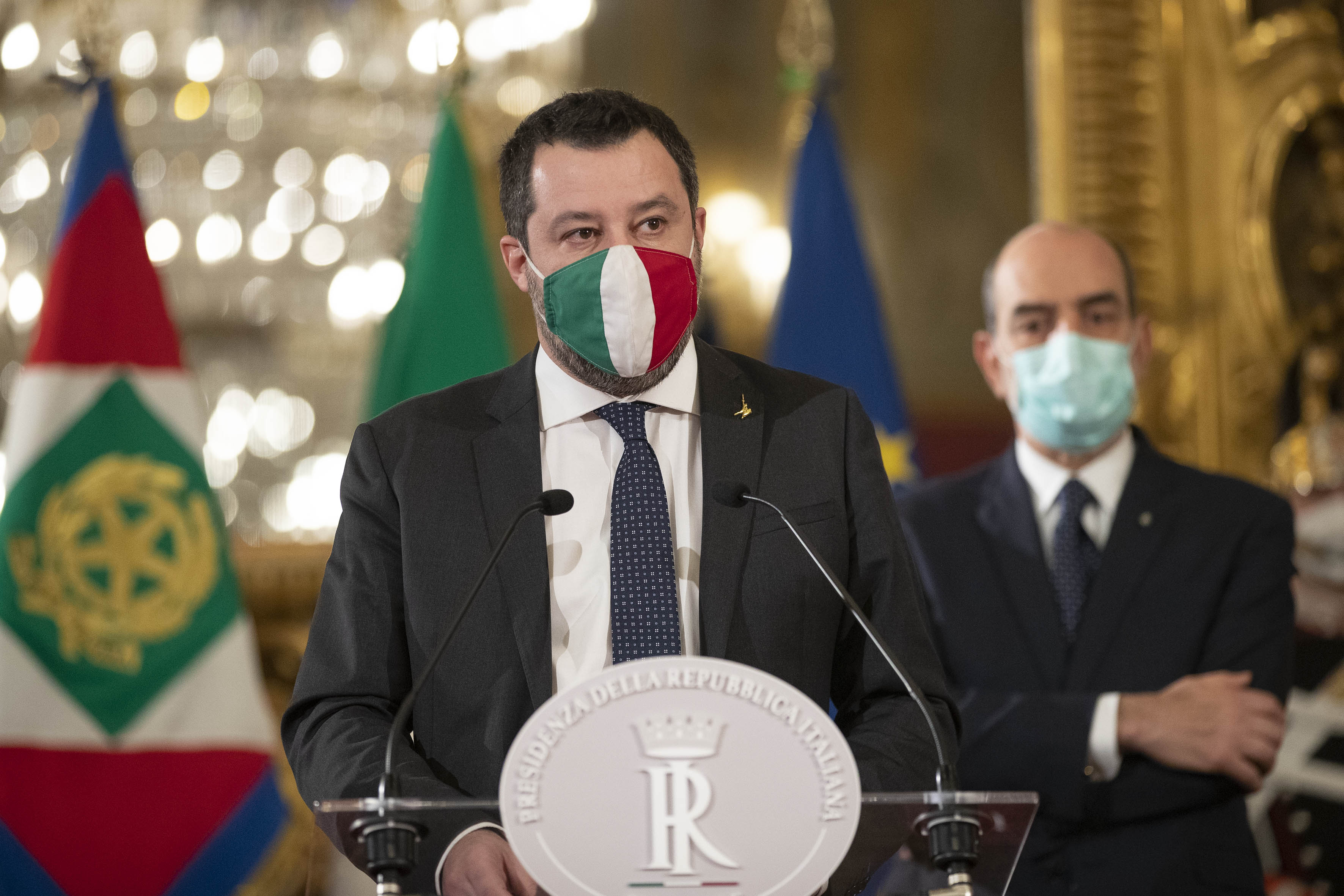
Matteo Salvini lors de la crise politique de début 2021.

En février 2021, après la chute du second gouvernement Conte en pleine pandémie de Covid-19, Matteo Salvini et son parti apportent leur soutien à Mario Draghi pour former un nouveau gouvernement, qui reçoit l’appui de la quasi-totalité des partis italiens. Si Forza Italia de Silvio Berlusconi soutient également l’ancien gouverneur de la BCE pour prendre la présidence du Conseil, le parti Frères d’Italie de Giorgia Meloni choisit de rester dans l’opposition, refusant de siéger au gouvernement avec la gauche, sans toutefois rompre avec la coalition de centre droit. Alors que Matteo Salvini plaidait depuis 2019 pour la convocation d'élections anticipées, il déclare : « Dans un moment aussi grave, mieux vaut être là où les choses se décident ». Si Giancarlo Giorgetti, stratège du recentrage du parti et ami de Mario Draghi, obtient le portefeuille stratégique des entreprises, les proches de Matteo Salvini n'obtiennent que des sous-secrétariats d'État. Cherchant à se prêter malgré tout, selon  Le Figaro, « au rôle de l'opposant, critiquant les uns, ou réclamant l'impossible », il est recadré par Mario Draghi, qui l'appelle à la réserve.
Par la même occasion, sur les conseils de Giancarlo Giorgetti, le chef de la Ligue infléchit sa ligne politique en se prononçant notamment en faveur du maintien de l'Italie dans l'Union européenne. Ce choix témoigne, selon l'historien Giulio Sapelli, d'« un grand retour aux origines de la Ligue du Nord proeuropéenne et fédéraliste, celle des entrepreneurs sous-traitants de l'industrie allemande ». En parallèle, la stratégie souverainiste de Matteo Salvini et son choix d'alliance avec le Rassemblement national français au sein du groupe du Parlement européen Identité et démocratie, soutenu notamment par son lien personnel avec Marine Le Pen, se voient mis en doute.

### Membre du gouvernement Meloni

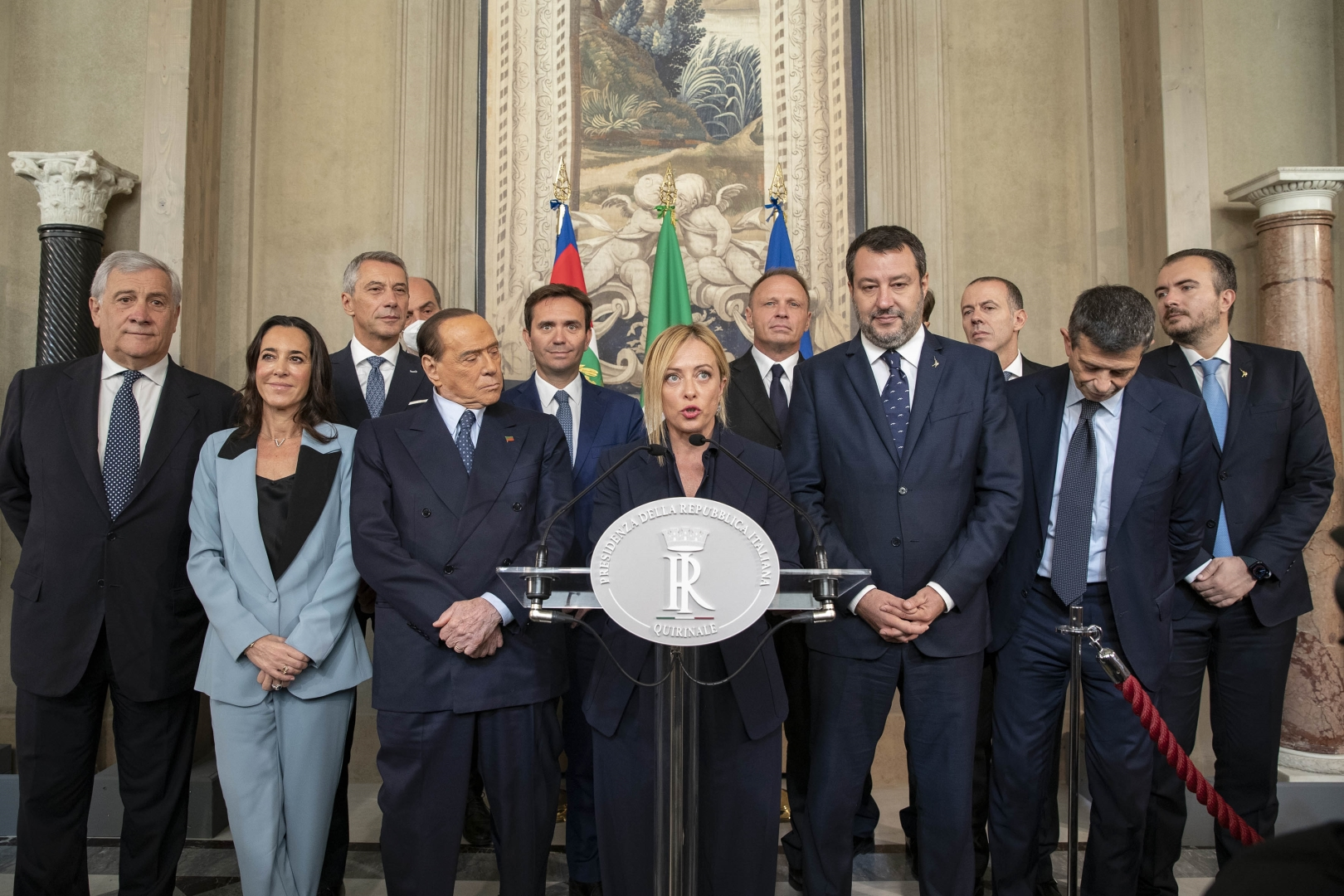
Matteo Salvini avec notamment Giorgia Meloni et Silvio Berlusconi lors de la présentation du gouvernement Meloni, le 21 octobre 2021.

A la suite des élections générales italiennes de 2022 au cours desquelles la Ligue s'allie à Frères d'Italie au sein d'une coalition de centre-droit, Matteo Salvini entre dans le gouvernement Meloni et devient de nouveau vice-président du Conseil des Ministres chargé des infrastructures et de la mobilité durable.

## Positionnement

### Ligne générale
Avec l'explosion du nombre de migrants arrivant en Italie à partir de 2010, Matteo Salvini fait de la lutte contre l'immigration clandestine son principal combat, martelant le slogan « Prima gli Italiani » (« les Italiens d'abord »).
S’il s'est d'abord présenté comme « padaniste » jusqu'à soutenir l'équipe de France de football lors de la finale de la Coupe du monde de football 2006 ou à entonner publiquement des chants polémiques sur les napolitains,, le politologue Jean-Yves Camus indique qu'avec son arrivée à la tête de la Ligue du Nord, l'agenda du parti « est devenu beaucoup plus national, souverainiste, anti-immigration, islamophobe, avec une récurrence très forte sur le thème de l’identité ». L'historien Nicolas Lebourg remarque que Matteo Salvini a laissé de côté la Padanie, espace imaginaire de référence du parti, « pour se concentrer sur une opposition franche à l'immigration, à l'islam, à l'Union européenne, aux Roms et aux réfugiés qui débarquent dans le Mezzogiorno depuis 2007 ». Dans cette lutte contre l'immigration clandestine, il est soutenu par la majorité des Italiens étant en phase avec un « besoin de protection exprimé par la population ».
Sous sa direction, la Ligue se rapproche de Frères d'Italie. Les politologues Gaël Brustier et David Djaïz voient en lui et Giorgia Meloni les tenants d'« un authentique populisme de droite, identitaire et anti-élite, dénonçant le supposé risque migratoire, l'islam et les politiques économiques imposées par Angela Merkel et relayées par l'UE ».

### Économie et social

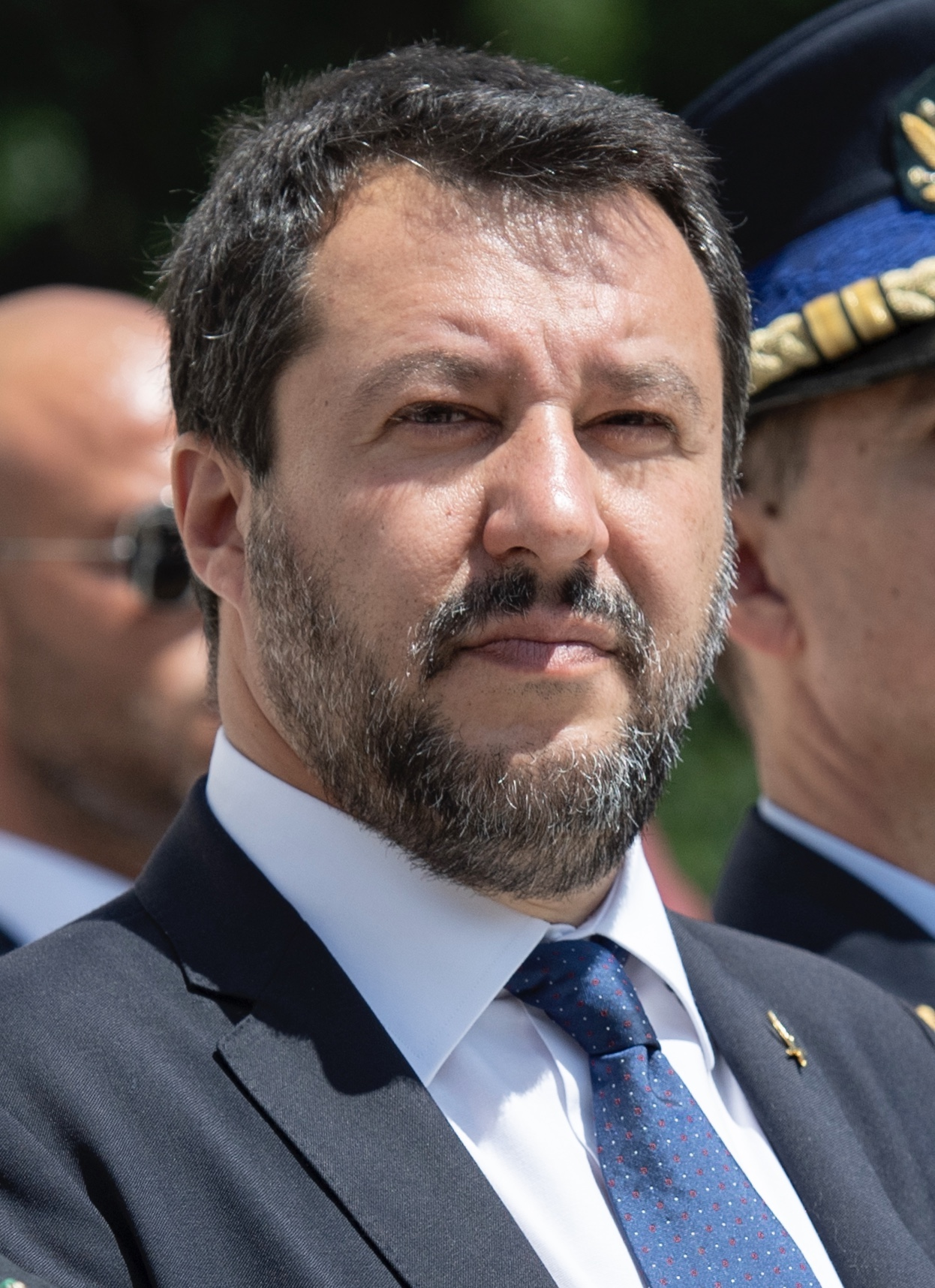
Matteo Salvini en 2019.

Il fait de l’abandon de l'euro un marqueur de son message politique, attirant au sein de la Ligue de nombreuses personnalités eurosceptiques. En 2016, il décrit ainsi l'euro comme un « crime contre l'humanité » et, dans la foulée du référendum sur l'appartenance du Royaume-Uni à l'Union européenne, réclame un référendum sur l'euro. Une fois arrivé au gouvernement, il indique ne plus être favorable à la sortie de l’Italie de la monnaie unique. Cependant, il promeut dans le même temps des personnalités favorables à la sortie de l'euro telles que Claudio Borghi et Alberto Bagnai, qui deviennent présidents de la commission du Budget respectivement de la Chambre des députés et du Sénat, ou Marco Zanni, qui devient responsable des affaires étrangères de la Ligue, ainsi que Francesca Donato et Antonio Maria Rinaldi sur la liste de la Ligue pour les élections européennes de 2019. Durant l'automne 2019, alors qu'il adoucit son discours en étant dans l'opposition, il déclare que « l’euro est irréversible » et qu’aujourd’hui, « l’Italie hors de l’UE ne compterait plus ». En avril 2020, dans le contexte de la pandémie de Covid-19, il juge « absolument compréhensible » la proposition d'organiser un référendum sur le retrait de l’Italie de l'Union européenne. Alors que la Ligue refuse l’utilisation du Mécanisme européen de stabilité par l’Italie et vote contre l’hypothèse d’une mutualisation de la dette au Parlement européen, L'Opinion estime que Matteo Salvini « voit dans la crise [sanitaire] une fenêtre pour tenter de sortir l’Italie de l’euro ». Avec le soutien au gouvernement Draghi, il se prononce finalement en faveur du maintien de l'Italie dans l'Union européenne.
Matteo Salvini se présente comme libéral. Proche depuis 2014 d'Armando Siri, fondateur en 2010 d'un parti confidentiel (Partito Italia Nuova) qui devient son conseiller économique, il adhère à sa proposition d'un impôt à taux unique (flat tax) à 15 %, en fait un pilier de son programme et obtient son intégration dans le programme de sa coalition aux élections générales italiennes de 2018, alors que Silvio Berlusconi privilégiait un taux de 23 %. Dans l'accord de gouvernement avec le Mouvement 5 étoiles, il accepte une concession avec deux taux, très bas au regard de la fiscalité italienne (excepté pour les entreprises qui conservent un taux unique de 15 %) : 15 % jusqu’à un revenu de 80 000 euros annuels et 20 % au-delà, sans aucune décote possible : pour Mediapart, « ce sera donc un impôt à taux unique imparfait sur le plan théorique, mais très proche de la proposition de la Ligue sur le plan pratique ». Mediapart souligne que cette proposition a été avancée par Matteo Salvini comme « un élément mobilisateur pour l’électorat qu’il vise, notamment les classes moyennes déçues par le berlusconisme », qui lui permet de renoncer à la sortie de la zone euro : « pour la Ligue, l’essentiel est la réforme fiscale : si elle peut la faire dans le cadre de l’euro, elle n’a pas besoin de réfléchir à une sortie de la monnaie unique ».

### Questions de société
Comme ministre de l'Intérieur, il appelle les immigrés illégaux à retourner dans leur pays d'origine et, à défaut, appelle à 100 000 expulsions par an. Au niveau européen, il prône une « ligue des ligues » avec d’autres États afin de lutter contre l’immigration. Toutefois, s’il propose la mise en place de quotas de répartition pour l'accueil des migrants arrivés dans l'Union européenne, Viktor Orbán défend quant à lui la souveraineté de chaque pays en la matière. En septembre 2018, tout comme le Néerlandais Geert Wilders, il se dit prêt à travailler avec l’Américain Steve Bannon et à rejoindre son organisation, Le Mouvement, pour fédérer des partis de droite et d’extrême droite européens.
En 2009, il se déclare favorable à des wagons séparés pour les « seuls Milanais » dans le métro de la capitale lombarde,.
Il est opposé à l'union civile des couples de même sexe. Il fait rétablir sur les registres d’état civil des enfants mineurs italiens les mentions « père » et « mère », qui avaient été supprimées en 2015 au profit de « parent 1 » et « parent 2 ».
Conformément à la ligne historique de l’ancienne Ligue du Nord, il reste défenseur de l’autonomie des régions, qui est notamment réclamée par les régions du Nord de la péninsule.

### Affaires internationales
Initialement très critique envers l’Union européenne, il infléchit progressivement son discours envers celle-ci, notamment à l’occasion de la crise politique de janvier-février 2021, quand il prône le maintien de l’Italie dans l’UE — tout en appelant à « une Europe qui défende les entreprises et l’agriculture italiennes ». Ce changement de ligne, ainsi que son soutien à Mario Draghi à la présidence du Conseil, est attribué au modéré Giancarlo Giorgetti, secrétaire adjoint de la Ligue, réputé discret mais influent,.
Matteo Salvini se prononce pour la reconnaissance de Jérusalem comme capitale d’Israël et l'interdiction du mouvement Boycott, désinvestissement et sanctions, qui promeut le boycott des produits israéliens.
Il soutient Donald Trump pour l'élection présidentielle américaine de 2020.
Il justifie l’annexion de la Crimée par la Russie en 2014 et mène à bien l’accord de collaboration entre la Ligue et Russie unie, parti de Vladimir Poutine. En 2018, lors d'un déplacement à Moscou, il se fait photographier sur la place Rouge en arborant un T-shirt à l’effigie de Vladimir Poutine. Par ailleurs, selon deux journalistes de L'Espresso, il négocie à cette occasion un « deal pétrolier » devant permettre de financer une partie de la campagne des élections européennes de la Ligue en 2019. Après l'invasion de l'Ukraine par la Russie en 2022, il s'oppose à la position de l’OTAN, aux sanctions contre la Russie et à l’envoi d’armement aux Ukrainiens, avant de revenir sur sa position et d'affirmer « la solidarité de l’Italie avec le peuple ukrainien »,. Il indique avoir voté « avec grande difficulté » l’envoi d’armes à l’Ukraine, sous-entendant s’y être senti obligé par la participation de la Ligue à l’exécutif.

## Style et communication

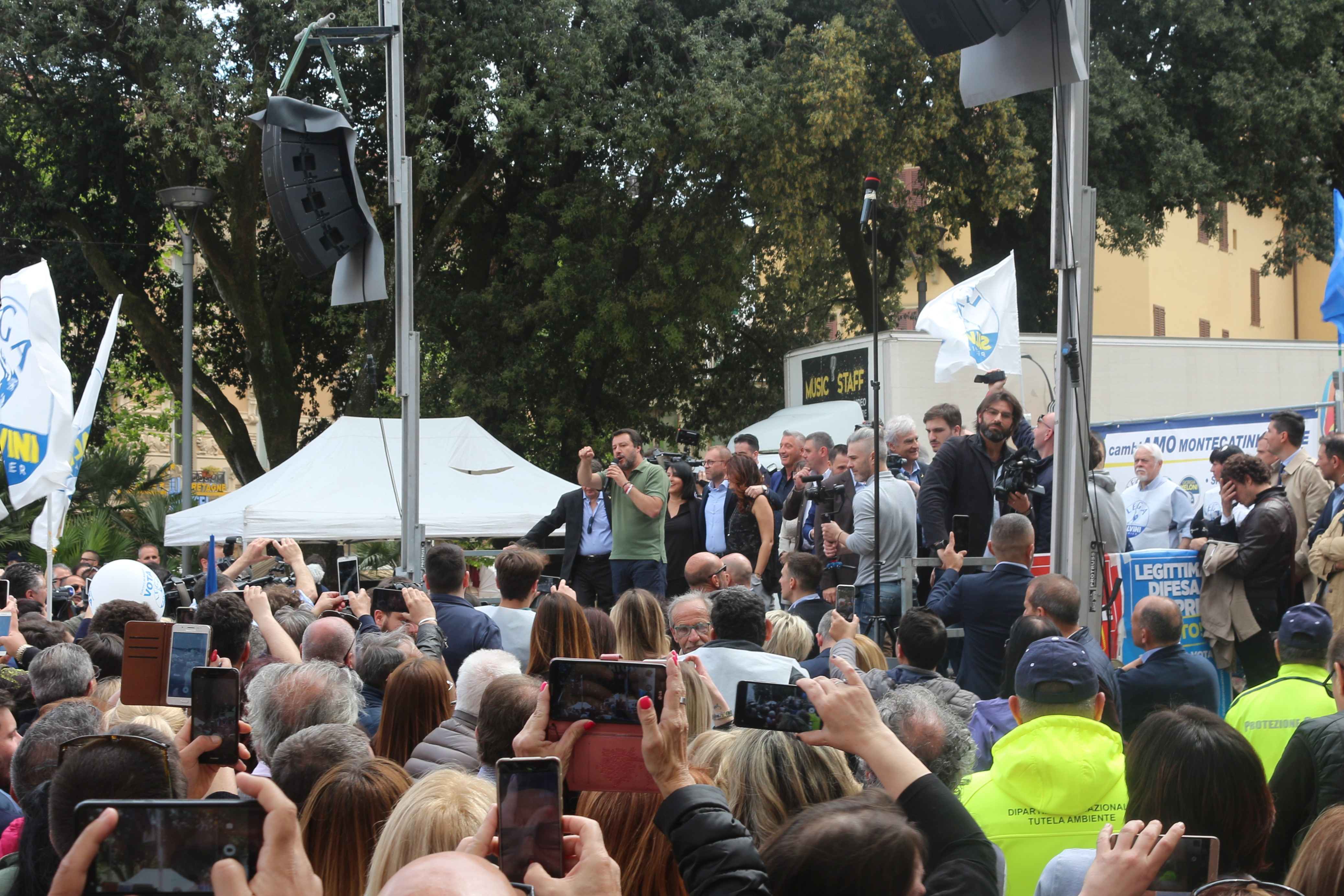
Rassemblement public de Matteo Salvini à Montecatini Terme en mai 2019.

À partir de 2018, il se fait omniprésent sur la scène politique italienne et multiplie les contacts sur le terrain à raison de 250 tournées par semestre en moyenne. Lors de ses déplacements et allocutions, il se présente en « monsieur tout le monde » et flatte les us et coutumes du pays : il porte régulièrement des polos à l'effigie de l'Italie, des vigili del fuoco (pompiers italiens), enfile chaque jour un sweat-shirt frappé du nom des villes qu’il sillonne, et diffuse sur Twitter des photos des plats régionaux qu’il consomme à l’occasion de ses visites,,. À l'été 2019, peu avant la fin de la coalition gouvernementale avec le Mouvement 5 étoiles, il lance une tournée des plages où il pose torse nu avec des Italiens. Ministre, il brandit des chapelets en conclusion de certains de ses discours et multiplie les clins d'œil implicites à Benito Mussolini,. Selon Christian Salmon, sa rhétorique « se résume à la fabrique quotidienne d’un clivage ami/ennemi », dans l'intention de « provoquer la réaction de ses adversaires politiques, qui contribuent gratuitement à élargir son audience et à rendre plus performante l’emprise du leader de la Ligue sur les réseaux sociaux ».
Il connait une grande popularité sur les réseaux sociaux, étant suivi sur Facebook par plus de quatre millions de personnes en 2020, nettement devant les autres dirigeants européens,,,. Il dispose également, à la même date, de 2,3 millions de fans sur Instagram et 1,1 million sur Twitter. Il est le premier homme politique à investir TikTok, plateforme populaire chez les lycéens. Il utilise ces réseaux pour retransmettre ses interventions publiques en direct ou ses activités quotidiennes, voire évoquer sa vie privée,,. Avec son spin doctor Luca Morisi, il met au point et exploite un logiciel surnommé la Bestia, qui analyse les données et les flux d’informations des réseaux sociaux. Selon le journaliste et écrivain Fabio Chiusi, spécialiste des politiques numériques, le succès de la communication de Matteo Salvini doit aussi à son passage récurrent dans les médias de masse alors que la Ligue du Nord n'était encore qu'un parti marginal.

## Affaires judiciaires

### Soupçon d'abus de vols aériens officiels
En décembre 2019, le tribunal des ministres ouvre une enquête sur un possible abus de vols sur des avions et hélicoptères de l'État lorsque Matteo Salvini était ministre. Selon une enquête menée plusieurs mois auparavant par le quotidien La Repubblica, Matteo Salvini aurait pris l'habitude de faire coïncider ses rendez-vous institutionnels en Italie avec des rassemblements de la Ligue, juste avant ou juste après ces rencontres officielles. La Cour des comptes avait ouvert une enquête sur le volet financier, et l'avait classée sans suites en septembre 2019 tout en jugeant ces vols « illégitimes ».

### Incident duGregorettià Catane en février 2020
En février 2020, le Sénat autorise un procès contre Salvini concernant l’affaire du garde-côte italien Gregoretti : alors, ministre de l’Intérieur, Salvini est accusé d’avoir « kidnappé » les clandestins secourus en empêchant le bateau d’accoster au port d’Augusta en Sicile.
En mai 2021, un juge de Catane annule les poursuites en invoquant le fait qu’aucun crime n’a été commis : l’incident n’était pas un enlèvement, l’immobilisation du navire ayant pour objet de répartir les clandestins entre les divers pays de l’Union européenne, ce qui est autorisé par la législation internationale.

### Incident de l’Open Armsen juillet 2020
Le 30 juillet 2020, le Sénat italien autorise par 149 votes contre 141 un second procès à l’encontre de Salvini, où il est encore accusé d’« enlèvement » de clandestins pour avoir immobilisé le navire d’assistance de l’organisation non gouvernementale « Proactiva Open Arms » — navire baptisé Open Arms — au large de la Sicile en août 2019.
Salvini conteste les charges pesant contre lui en indiquant que ses actions avaient pour seul but de proteger l’Italie : « Protéger l’Italie n’est pas un crime, j’en suis fier, je le referais si ça s’avérait nécessaire, je le referai à coup sûr », affirme-t-il.
En octobre 2021, le procès commence à Palerme en Sicile. L’acteur américain Richard Gere est appelé à témoigner par Proactiva Open Arms, puisqu’il est monté à bord du navire d’assistance en geste de solidarité à l’égard de l’équipage et des clandestins secourus. Répondant d’abus de pouvoir et de privation de liberté, Matteo Salvini est relaxé en décembre 2024, son avocate ayant rappelé que « le code pénal italien ne punit pas qui s’oppose à la liberté de débarquer en Italie ».

### Affaire Salvini contre Carlo De Benedetti
En mai 2021, Salvini engage à Coni (Piémont) des poursuites contre l’homme d’affaires Carlo De Benedetti pour diffamation. De Benedetti, qui est Juif, avait qualifié Salvini d’antisémite.

## Détail des mandats et fonctions

### Au gouvernement
- 1er juin 2018 – 5 septembre 2019 : vice-président du Conseil des ministres, ministre de l'Intérieur
- depuis le 22 octobre 2022 : vice-président du Conseil des ministres, ministre des Infrastructures et de la Mobilité durable

### Au Sénat de la République
- depuis le 23 mars 2018 : sénateur de la République

### À la Chambre des députés
- 29 avril 2008 – 13 juillet 2009 : député de la République

### Au Parlement européen
- 20 juillet 2004 – 7 novembre 2006 : député européen
- 13 juillet 2009 – 22 mars 2018 : député européen
- 2015-2018 : vice-président du groupe Europe des nations et des libertés

### Au niveau local
- 1993-2013 : conseiller municipal de Milan

### Au sein de la Ligue
- 1998-2004 : secrétaire provincial de la Ligue du Nord à Milan
- 2012-2013 : secrétaire national de la Ligue lombarde
- depuis le 15 décembre 2013 : secrétaire fédéral de la Ligue du Nord